# Goethalsia meiantha
Goethalsia meiantha là một loài thực vật có hoa trong họ Cẩm quỳ. Loài này được (Donn.Sm.) Burret mô tả khoa học đầu tiên năm 1926.